# Мерилин Монро
Мерилин Монро (на английски: Marilyn Monroe), родена Норма Джийн Мортънсън (на английски: Norma Jeane Mortenson) е американска актриса и модел.
Нейната външност я нарежда сред най-популярните секссимволи на 50-те години на ХХ век. Ранната ѝ и загадъчна смърт я превръща в попикона. Тя е носителка на 2 награди „Златен глобус“ и е номинирана за две награди БАФТА. От 1960 г. има звезда на Холивудската алея на славата.
Проблемите в личния живот на Монро привличат много внимание. Тя се бори със злоупотребата с наркотични вещества, с депресия и тревожност. Има общо три брака, като два от тях са широко рекламирани, с бейзболната звезда Джо Димаджо и драматурга Артър Милър, и двата от които завършват с развод. Няма деца въпреки силното си желание за такива. Умира на 36 години от свръхдоза барбитурати в дома си, в Лос Анджелис, на 5 август 1962 г. Въпреки че смъртта е обявена като вероятно самоубийство, множество конспиративни теории го отричат.

## Биография

### Детски и младежки години
Монро е родена като Норма Джийн Мортънсън в Окръжна болница в Лос Анджелис на 1 юни 1926 г., трето дете на Гладис Пърл Бейкър (по баща Монро, 1902 – 1984 г.). Гладис, дъщеря на бедни имигранти от Средния Запад, преселили се в Калифорния, работи нископлатена работа във филмовата индустрия. Нарича дъщеря си Норма в чест на любимата си актриса Норма Талмидж. Когато е на петнадесет години, се омъжва за девет години по-възрастен мъж, Джон Нютън Бейкър и има две деца от него, Робърт и Бърнис. Подава молба за развод през 1921 г. и Бейкър взема децата със себе си в родния си Кентъки. Гладис се омъжва за втория си съпруг Мартин Едуард Мортънсън през 1924 г. но се разделят преди тя да забременее с Мерилин Монро. Развеждат се окончателно през 1928 г. Идентичността на бащата на Монро остава неизвестна.
Ранното детство на Мерилин Монро е стабилно и щастливо. Гладис е психически и финансово неподготвена за дете, но тя има възможността да остави Норма с приемни родители, Алберт и Айда Болендър в малкото градче Хоторн скоро след раждането. На първо време Гладис живее с тях и пътува на работа в Лос Анджелис, но дългите работни смени я принуждават да се върне окончателно в града в началото на 1927 г. След това тя започва да посещава дъщеря си в събота и неделя, често я води на кино и да разглеждат забележителности в Лос Анджелис. От лятото на 1933 г. Гладис се чувства достатъчно финансово стабилна и си купува малка къща в Холивуд, като прибира и дъщеря си. Тя споделя къщата със съквартиранти – актьорите Джордж и Мод Аткинсън и тяхната дъщеря, Нели. Няколко месеца по-късно, през януари 1934 г., Гладис започва да има сериозни психически проблеми и е диагностицирана с параноидна шизофрения. До края на живота си тя е приемана често в болница и губи контакт с дъщеря си, като я вижда много рядко.
Приятелка на майка ѝ, Грейс Маккий Годард, поема отговорността за нея и се грижи за майка ѝ. През следващите четири години Норма живее с няколко приемни семейства и често сменя училища. За първите шестнадесет месеца докато продължава да живее с Аткинсън, тя е жертва на сексуално насилие. Расте като срамежливо момиче, започва да заеква и се затваря в себе си. През лятото на 1935 г. за кратко живее с Грейс и нейният съпруг и две други семейства, докато Грейс не я оставя в Дома за сираци в Холивуд през септември 1935 г. Докато сиропиталището е описано в позитивни термини от връстниците ѝ, Монро го намира потискащо и травматизиращо. Според нейните думи – „изглеждаше, че никой не ме иска“.
Окуражена от персонала на дома за сираци, които смятат, че Монро ще бъде по-щастлива в семейна обстановка, Грейс става неин настойник през 1936 г., въпреки че не е в състояние да я вземе от дома до лятото на 1937 г. Вторият престой на Норма Джийн със семейство Годар продължава само няколко месеца. След като прекарва известно време с различни роднини и приятели в Лос Анджелис и Комптън, тя намира постоянен дом през септември 1938 г. когато започва да живее с лелята на Грейс, Ана. Започва да посещава редовно училище и макар да не е добра ученичка, обича да пише и допринася материали за вестника на училището. Поради здравословните проблеми на възрастната леля, Монро се завръща да живее със семейство Годар в края на 1940 или началото на 1941 г. По това време започва да посещава гимназия.
В началото на 1942 г. компанията, където работи мъжът на Грейс, се мести в Западна Вирджиния. Калифорнийските закони не позволяват на Норма да напусне Калифорния и тя е изправена пред риска да се наложи да се върне в сиропиталището. За да предотврати това, тя се омъжва за сина на съседите, 21-годишен работник във фабрика Джеймс „Джим“ Дохърти, на 19 юни 1942 г., малко след 16-ия си рожден ден. Впоследствие тя напуска гимназията и се превръща в домакиня. По-късно заявява, че „бракът не ме накара да се чувствам тъжна, но не ме направи и щастлива“. През 1943 г. Дохърти постъпва в търговския флот. Първоначално той е командирован на остров Каталина, където живеят заедно, докато го изпращат в Тихия океан през април 1944 г., където служи през следващите две години. След заминаването му Монро се премества при родителите му и започва да работи във фабрика за муниции, за да даде приноса си за войната и да има собствени приходи.

### Първи филмови роли и кариера на модел
Докато работи в авиационната фабрика за муниции „Рейдио Плейн“, в края на 1944 г. Норма Джийн се среща с военния фотограф Дейвид Коновър, на който е поставена задачата да снима работещи жени, изпълняващи поръчки за армията с цел повдигане бойния дух на войниците. Въпреки че нито една от снимките, които той прави, не е използвана в списанието, тя напуска работата си във фабриката и започва да работи за него като модел. Той ѝ предлага да позира за пет долара на час и тя приема. Напуска дома на родителите на мъжа си и подписва договор с агенцията Блу Бук през август 1945 година. В началото на 1946 година, само 6 месеца след като започва работа като фотомодел, тя вече се е появявала на корицата на 33 различни списания.
Впечатлен от успеха ѝ, директорът на агенцията урежда среща с импресарска агенция през юни 1946 г. След неуспешен опит за интервю с продуценти на Парамаунт Пикчърс, тя получава шанс от Бен Лион, представител на Туентиът Сенчъри Фокс, който подписва с нея стандартен шестмесечен договор, преди всичко за да избегне подписването на договор с конкурентното студио Ар Кей Оу Пикчърс. Монро започва договора си през август 1946 г. и заедно с Лион избират сценичното име „Мерилин Монро“. Първото име е на звездата от Бродуей Мерилин Милър, а също така и на нейната баба, а Монро е моминското име на нейната майка. През септември 1946 г. тя се развежда с мъжа си Дохърти, който е против нейната работа и я принуждава да направи избор между семейството и кариерата си.
Монро не получава филмови роли по време на първите месеци от договора си и използва времето за уроци по актьорско майсторство, пеене и танци. Нетърпелива да научи повече за филмовата индустрия и за собствена реклама, тя прекарва известно време в студиото, за да наблюдава работата на други актьори. Договорът ѝ е подновен през февруари 1947 г. и тя скоро след това получава първите си две филмови роли: „Опасни години“ (1947 г.) и „Скуда Ху! Скуда Хей!“ (1948 г.). Договорът с Монро не е подновен през август 1947 г. и тя се завъръща към работата си на модел, като същевременно работи временно в студиото със случайни роли. Тя мечтае да стане актриса и посещава офисите на продуцентите и забавлява влиятелни гости. Също така става любовница на един от директорите на Fox, Джоузеф Скенк, който убеждава приятеля си Хари Кон, изпълнителен директор на Колумбия Пикчърс, да подпише договор с нея през март 1948 г. В по-късната си кариера актрисата признава, че в началото на пребиваването си в Холивуд е изкарвала прехраната си като момиче на повикване.
Докато работи във Фокс ролите, които ѝ предлагат са на обикновено момиче, докато в Колумбия се опитват да я направят по подобие на Рита Хейуърт. Линията на косата на Монро е повдигната чрез електролиза и косата ѝ е избелена още повече, до платинено руса. Единствената ѝ роля за този период е в нискобюджетния мюзикъл „Хористките“ (1948 г.), в който тя получава първата си главна роля на момиче от хора, което бива ухажвано от богат човек. Това е първият филм, в който Мерилин има реплики и дори пее. По време на производството, тя започва връзка с вокалния си треньор, който плаща за коригиране на захапката ѝ. Филмът няма успех и договорът ѝ не е подновен.
След като напуска Колумбия през септември 1948 г., Монро се превръща в протеже на Джони Хайд, вицепрезидент на агенция Уилям Морис. Тя обаче отказва предложението му за брак. За да лансира кариерата на актрисата, Хайд плаща за силиконова протеза, имплантирана в челюстта ѝ, и заринопластика. През май 1949 г. тя позира гола на снимки, направени от Тим Кели.

### Пробив
През 1950 г. Мерилин участва в общо 6 филма – „Щастлива любов“, „Билет до Дивия запад“, „Огненена топка“, „Всичко за Ева“, „Дясно кроше“ и „Асфалтовата джунгла“. Главната роля във филма на Джон Хюстън „Асфалтовата джунгла“, който излиза по екраните през лятото на 1950 г. става рожденият ден на Монро като актриса.
След успеха на тези филми, Хайд помага на Мерилин Монро да подпише 7-годишен договор с „Туентиът Сенчъри Фокс“ през декември 1950 година. Той умира дни по-късно от сърдечен удар, което я оставя съкрушена. През 1951 година тя получава повече видимост. През март е водеща на 23-тите награди на Академията Оскар, а през септември Колиър става първото национално списание, което публикува профила ѝ. Участва във второстепенни роли в четири нискобюджетни филми. По същество в тях тя служи за сексапилно украшение, но получава и някои похвали от критиците. Монро започва да взема уроци при Майкъл Чехов и мима Лоте Гослар. Популярността ѝ с публиката се разраства: получава няколко хиляди писма от почитатели на седмица и е обявена за „Мис Чийзкейк“ за 1951 г. от армейския вестник „Старс енд Страйпс“, което отразява предпочитанията на войниците в Корейската война.
По време на втората година от договора си Монро става най-скъпо заплатената актриса и по това време започва романтичната ѝ връзка с пенсионирания бейзболист Джо Димаджо, един от най-известните спортни личности на епохата. През следващия месец избухва скандал, когато тя разкрива в интервю, че е позирала гола за снимки през 1949 г., които са били включени в календара. Студиото научава за снимките няколко седмици по-рано и за да предотватят потенциално катастрофални последици върху кариерата ѝ, решават да говорят за тях открито като същевременно подчертават, че е постъпила така, защото е била в тежко финансово положение. Стратегията успява, съчувствието на общността повишава интереса към нейните филми. На следващия месец тя е на корицата на списание „Лайф“. Мерилин Монро добавя към своята репутация и титлата „новият секс символ“.
През 1952 г. участва в 6 филма, като два от тях постигат значителен успех – „Среднощен сблъсък“ и „Не чукай на вратата“. Тя се опитва да се освободи от стереотипа на комичните роли.
През този период Монро си спечелва репутацията на труден характер, когато е на снимачната площадка и тази репутация се влошава с напредване на кариерата ѝ. Тя често закъснява или не се появява изобщо, не си спомня текста, което често води до снимането на няколко десетки дубъла, преди да е доволна с изпълнението си. Проблемите са приписвани на комбинация от перфекционизъм, ниско самочувствие и сценична треска, тя не харесва липсата на контрол при заснемане на филми и няма подобни проблеми по време на фотосесии, в които има повече спонтанност и импровизация, вместо стриктно следване на сценария. За да облекчи безпокойството си и хроничното си безсъние, тя започва да използва барбитурати, амфетамини и алкохол, които изострят проблемите ѝ, въпреки че става силно пристрастена едва през 1956 г. По това време влиянието върху организма на тези препарати не е напълно изяснено и понятие като странични ефекти не съществува.

### Изгряваща звезда
Монро се снима в три филма през 1953 г. и се очертава като основен секс символ и една от най-печелившите изпълнителки в Холивуд. Първият от тези филми е черната комедия „Ниагара“, в който тя играе фатална жена и прилага хитрости, за да убие съпруга си, в ролята е Джоузеф Котън. По това време заедно с гримьора си утвърждават и грима, който се свързва с нейното име – тъмни извити вежди, бледа кожа, блестящи червени устни и бенка. „Ниагара“ е един от най-откровено сексуалните филми в кариерата на Монро, и включва сцени, в които тялото ѝ е покрито само с чаршаф или кърпа и биха се смятали за шокиращи дори от съвременната публика.
При излизането по кината през януари на „Ниагара“, женските клубове протестират срещу него като неморален, но той се оказва популярен сред обикновената публика и печели 6 милиона долара в бокс офиса. Монро продължава да привлича вниманието с провокиращи дрехи и извън студиото, включително на събития по награждаване. На едно такова тя носи прилепнала плътно рокля от златно ламе, което кара звездата Джоан Крофорд да опише поведението ѝ в пресата като „неподобаващо на една актриса и дама“.
Вторият филм е сатиричната музикална комедия „Господата предпочитат блондинки“, където създава на екрана образа на „тъпа блондинка“. В главните роли са Мерилин Монро и Джейн Ръсел. Като част от рекламната кампания за филма, двете правят отпечатък на ръцете си в мокрия бетон пред Китайския театър през юни. Филмът се превръща в един от най-големите бокс офис успехи на годината, като печели 5,3 милиона долара, два пъти повече от разходите по него. В този филм тя изпълнява песента „Диамантите са най-добият приятел на всяко момиче“, където демонстрира способността си да придаде сексуалност на песента.
През септември Монро прави своя телевизионен дебют в шоуто на Джак Бени. Нейният трети филм за годината, „Как да се омъжиш за милионер“, където партнира на Бети Грабъл и Лорън Бекол е пуснат по екраните през ноември. В него Монро е в ролята на наивен модел и заедно с приятелките си се стремят да намерят богати съпрузи, повтаряйки успешната формула на „Господата предпочитат блондинки“. Позицията на Монро като водещ секс символ е потвърдена през декември, когато Хю Хефнър я слага на корицата на първия брой на „Плейбой“.

### Пътят към славата и женитба за Джо Димаджо
Въпреки че Монро става една от най-големите звезди, договорът ѝ не е променян от 1950 г. насам, което означава, че заплащането е по-малко в сравнение с други звезди от нейния калибър и не може да избира своите проекти или колеги. Тя иска да играе във филми, различни от комедии или мюзикъли, но студиото счита, че не могат да имат достатъчно приходи ако се снима в драми. Когато тя отказва да започне снимки в поредната музикална комедия, този път с Франк Синатра, студиото я освобождава на 4 януари 1954 г.
Монро веднага започва рекламна кампания, за да се противопостави на всяка отрицателна преса и да засили позицията си в конфликта. На 14 януари тя и Джо Димаджо, чиято връзка е обект на постоянно внимание от медиите от 1952 г. насам, сключват брак в общината на Сан Франциско. Те след това заминават за Япония, комбинирайки медения месец с неговото бизнес пътуване. Оттам, тя пътува сама за Корея, където изпълнява песни от филмите си като част от шоу за над 60 000 американски морски пехотинци в рамките на четири дни. След завръщането си в Холивуд през февруари, тя става носител на наградата „Най-популярна актриса“ и постига споразумение със студиото като сключва нов договор и получава главната роля във филмовата версия на Бродуей „Проклетите седем години“. От този филм е станалата по-късно много популярна сцена, когато въздушната струя повдига бялата ѝ рокля. Филмът е с голям касов успех, но също така слага край на брака ѝ с Димажо, защото той я ревнува непрекъснато.
След приключване на снимките през ноември на „Проклетите седем години“, започва нова битка за контрол над кариерата си, напуска Холивуд и заминава за източното крайбрежие, където тя и фотографът Милтън Грийн през 1955 г. основават собствена компания – „Мерилин Монро Продъкшън“ (ММР), в която е президентка и собственичка и владее контролния пакет акции – действие, което по-късно е наречено инструментално в колапса на системата на студиото. Започва едногодишна съдебна битка между нея и Фокс. Пресата в голяма степен осмива Монро за действията ѝ, които са пародирани във филм с Джейн Мансфийлд (която прилича на външен вид на Монро), която играе ролята актриса тип „тъпа блондинка“, която създава своя собствена продуцентска компания. През 1955 г. след преместването си в Ню Йорк започва да взема уроци по актьорско майсторство с Констанс Колиър и посещава семинари на Лий Страсбърг в Актьорското студио.
В личния си живот, Монро продължава връзката си с Димаджо въпреки продължаващото бракоразводно дело, докато има връзка и с актьора Марлон Брандо и драматурга Артър Милър, с когото се познават още от началото на 1950 година. Аферата между Монро и Милър става все по-сериозна след октомври 1955 г. когато разводът ѝ с Ди Маджо е окончателен, а Милър се разделя със съпругата си, от която има две деца. По това време ФБР отваря файл на Мерилин Монро. Студиото се опасяваха, че Монро ще влезе в „черния списък“ и я призова да сложи край на аферата, тъй като Милър е разследван от ФБР за твърдения, че е комунист. Въпреки риска за кариерата си, Монро отказва да сложи край на връзката. На следващата година се женят. Това е най-продължителният брак на Мерилин – 4,5 г.
До края на годината тя постига споразумение за нов седемгодишен договор. Договорът я задължава да направи четири филма, като за всеки ѝ бъде заплатена сумата от 100 000 долара и предоставено правото да избира своите собствени проекти, режисьори и кинематографисти.
През 1951 г. Мерилин се запознава с Джон Ф. Кенеди, който по-късно става президент на САЩ. От 1954 до 1960 г. те са в близки интимни отношения. През цялото време Мерилин записва част от разговорите си с него в интимния си дневник. По време на разговори с приятели Кенеди обсъжда политически проблеми или обяснява някои от правителствените решения. Дневникът изчезва веднага след смъртта на Мерилин.

### Женитба за Артър Милър
В началото на 1956 г. актрисата обявява победата си над Туентиът Сенчъри Фокс; пресата, която преди това ѝ се присмива, сега пише благоприятно за решението ѝ да се бори със студиото. Списание Тайм я нарича „хитра бизнес дама“ и окачествява победата като пример за „индивида срещу стадото“. Също така официално променя името си на Мерилин Монро през март месец. Връзката ѝ с Милър предизвиква някои негативни коментари, включително примерно това, че „най-известната блондинка, звезда на киноиндустрията вече е любимка и на левичарското крило на интелигенцията“. Монро и Милър сключват граждански брак в съда Уестчестър в Уайт Плейнс, Ню Йорк на 29 юни, а два дни по-късно на еврейска церемония в дома на нейния агент в Уакабък, Ню Йорк.
Първият филм, който Монро избира да направи в рамките на новия договор, е драмата „Автобусната спирка“, пуснат по екраните през август 1956 г. Филмът е сниман в Айдахо и Аризона. След този филм е сравнявана с Чарли Чаплин заради способността си да слива комедия и трагедия. „Автобусната спирка“ постига значителен успех и получава предимно положителни рецензии.
През август 1956 г., Монро започва снимките на втория филм по договора „Принцът и танцьорката“ в Англия. Той се основава на пиесата „Спящият принц“ и в него се разказва за любовната връзка между танцьорка и принц през 1910-те. На театралната сцена в главните роли са Лорънс Оливие и Вивиан Лий. Оливие повтаря ролята си от театъра, но междувременно е и режисьор и продуцент на новия филм. Нещата се усложняват от конфликти между него и Монро. Той я разгневява с покровителствен коментар, че всичко, което се изисква от нея, е да бъде секси и да повтори версията на Лий за ролята. Също така той не харесва постоянното присъствие на Пола Страсбърг, действаща като ментор на Монро. В отговор на това, което Мерилин счита за снизходително отношение, тя реагира, като започва да закъснява за снимки и става неотзивчива. Нейната употреба на наркотици се увеличава, забременява и има спонтанен аборт по време на производството на филма. Въпреки трудностите, филмът е завършен по график до края на годината. Излиза по екраните през юни 1957 г., но получава смесени отзиви и се оказва непопулярен сред американската публика. По-добре е приет в Европа, където на Мерилин е присъдена награда Давид на Донатело и Сезар, както и номинация за БАФТА.
След завръщането си в Съединените щати, Монро прекъсва работата си за година и половина, за да се концентрира върху брачния живот. Тя и Милър разпределят времето си между апартамент в Ню Йорк, фермерска къща от осемнадесети век в Роксбъри, Кънектикът и лятна резиденция в Лонг Айлънд. Мерилин забременява отново в средата на 1957 г., но извънматочно и бременността трябва да бъде прекратена. Претърпява спонтанен аборт година по-късно. Гинекологичните ѝ проблеми са причинени главно от ендометриоза, болест, от която тя страда през целия си съзнателен живот. Мерилин постъпва за кратко в болница през това време заради предозиране с барбитурати.
Тя се завръща отново в Холивуд през юли 1958 г. за да се снима в третия си филм по договора, където партнира на Джак Лемън и Тони Къртис в комедията на Били Уайлдър „Някои го предпочитат горещо“. Въпреки че ролята на Шугър Кейн, която ѝ е възложена, е отново на „тъпа блондинка“, тя приема, насърчена и окуражена от Милър и заради обещаната добавка от десет процента от печалбите на филма към стандартното ѝ възнаграждение. Трудностите по заснимането на този филм по-късно се превръщат в „легендарни“. Монро настоява за десетки дубъла, не може да си спомни много от своите реплики или отказва да постъпи така, както е посочено в сценария. Къртис заявява, че целувките с нея са като че ли целува Хитлер. Самата Монро в частен разговор оприличава производството на филма като потъващ кораб. Много от проблемите произтичат от конфликт между Мерилин Монро и Уайлдър, който също има репутация, че трудно се работи с него. Те имат разногласия по това как тя трябва да изиграе ролята си. Актрисата е ядосана от молбата му да промени много от сцените. Предполага се, че тя умишлено съсипва няколко сцени, за да ги изиграе така, както тя ги вижда и интерпретира. Филмът е заснет в прочутия хотел „Коронадо“ в Сан Диего.
В крайна сметка, Уайлдър остава доволен от работата на Монро. Въпреки трудностите по време на продукцията, „Някои го предпочитат горещо“ излиза през март 1959 г. и се превръща в търговски и финансов успех. Монро печели Златен глобус за най-добра актриса, а филмът е обявен за „един от най-добрите филми, правени някога“ от анкета на Американския филмов институт, което на практика се потвърждава от факта, че той продължава да бъде излъчван и до наши дни.

### Последни години и западане на кариерата
След филма „Някои го предпочитат горещо“, Монро взима още една почивка до края на 1959 г., когато се завръща в Холивуд и участва в музикалната комедия „Нека правим любов“, в която се разказва за актриса и милионер, които се влюбват един в друг, докато играят в сатирична пиеса. Тя избира Джордж Кукур за режисьор и Милър отново пренаписва част от сценария, който Мерилин смята за слаб; тя приема тази роля единствено защото е назад в договора с Фокс, направила е само един от четирите обещани филма. Продукцията на филма се забавя от честото ѝ отсъствие. Тя има връзка с Ив Монтан, с който си партнира във филма, широко популириирана от пресата и използвана в рекламната кампания на филма. „Нека правим любов“ има неуспешен дебют след излизането му през септември 1960 г.
Последният филм, който Монро завършва е „Непригодните“ на Джон Хюстън, който Милър написва, за да ѝ даде драматична роля. Тя играе Рослин, разведена жена, която става приятелка с трима стари каубои – Кларк Гейбъл, Илай Уолък и Монтгомъри Клифт. Заснемането в пустинята в Невада между юли и ноември 1960 г. отново е трудно. Четиригодишният брак на Монро и Милър приключва и той започна нова връзка. Монро се бори с навика на Милър да пренаписва сцени в нощта преди заснемането. Нейното здраве също е проблем – тя е болна от камъни в жлъчката и наркотичната ѝ пристрастност е тежка. През август филмът е спрян, за да прекара една седмица в детоксикация в болница в Лос Анджелис.
Монро и Милър се разделят след приключване на снимките и тя получава бърз развод в Мексико през януари 1961 г. Филмът е пуснат на следващия месец, но се проваля. Отзивите са смесени. Въпреки първоначалния провал на филма, той получава по-благоприятни отзиви от критици и филмови учени през двадесет и първи век. Джеф Андрю от Британския филмов институт го нарича класика. Тони Трейси описва представянето на Монро като „най-зрялото тълкуване на кариерата ѝ“, а Джефри Макнаб я похвалва за „необикновената изобразителна сила на емпатия“ на Рослин.
Вместо да работи, Монро прекарва първите шест месеца на 1961 г. в здравословни проблеми. Тя претърпява операция и прекарва четири седмици в болница, включително за кратко в психиатрично отделение – за депресия. Тя получава помощ от бившия си съпруг Джо Димаджо, с когото запазва приятелски отношения. През пролетта на 1961 г. Мерилин Монро се връща в Калифорния след шест години на източното крайбрежие. Тя има връзка с Франк Синатра в продължение на няколко месеца, а в началото на 1962 г. купува къща в Лос Анджелис. Уволнена е от Фокс през юни 1962 г., два месеца преди смъртта си.
Монро се завръща в обществото през пролетта на 1962 г.: получава наградата Златен глобус за и започва да заснема нов филм за 20 век-Фокс. [233] Той трябва да бъде режисиран от Джордж Кукур и да участва заедно с Дийн Мартин и Сид Чарис. Дни преди началото на заснемането, Монро хваща синузит, въпреки медицинските съвети за отлагане на продукцията, Фокс започна да го планира в края на април. Мерилин Монро е прекалено болна да работи за по-голямата част от следващите шест седмици, но въпреки потвържденията на няколко лекари, студиото се опитва да окаже натиск върху нея, като твърди публично, че се преструва. На 19 май тя пее „Честит рожден ден“ на сцената по случай рождения ден на президента Джон Ф. Кенеди в Медисън Скуеър Гардън в Ню Йорк. Тя привлича вниманието с бежова, кожухална рокля, покрита с кристали, която я кара да изглежда гола. Пътуването ѝ в Ню Йорк предизвиква още повече раздразнение в ръководството на Фокс.
След това Монро снима сцена, в която плува гола в плувен басейн. Това е първият път, когато една голяма звезда позира гола докато е на върха на кариерата си. Оттук нататък започват пререкания с Фокс, уволнение, съд и опити да я наемат отново. За да възстанови обществения си имидж, Монро участва в няколко рекламни начинания, включително интервюта за „Лайф“ и „Космополитън“ и първата си фотосесия за „Вог“.

### Смърт
Според официалните заключения Мерилин Монро умира на 5 август 1962 г. в Лос Анджелис, на 36-годишна възраст от смъртоносна доза сънотворни. Намерена е мъртва в собственото си легло в дома си рано сутринта от нейния психоаналитик д-р Ралф Грийнсън. Аутопсията показва, че смъртта е настъпила вследствие на свръхдоза наркотици – барбитурати. Има различни версии за смъртта ѝ. Официално приетата е самоубийство.
„Мерилин Монро не е имала намерение да се самоубива“, твърди бившият окръжен прокурор на Лос Анджелис Джон Майнър. 86-годишният магистрат, присъствал на разследването, свързано със смъртта на звездата на 5 август 1962 г., предава на в. „Лос Анджелис Таймс“ бележките и аудиозаписите на д-р Грийнсън. На хартия и на лента са записани признанията на актрисата от последните дни на живота ѝ. В нито едно изречение няма намек, че има намерение да сложи край на живота си. „Нито тогава, нито сега вярвам във версията за самоубийството. Докторът отдавна ми предаде безценните свидетелства, но му бях обещал никога да не публикувам тяхното съдържание. Сега обаче и той е мъртъв“, аргументира се Майнър. Въпреки това няколко дни преди смъртта си тя казва на приятеля си, че не иска да живее и ще се самоубие.
Записите показват също, че актрисата е погълната от жаждата за „Оскар“ и мечтае за приятелската закрила на Кларк Гейбъл. Сънува себе си като изпълнителка на Шекспирови роли и се измъчва от факта, че браковете ѝ завършват с развод.
Майнър заяви, че не е имал възможност да разкрие детайли от записите при възобновяването на делото през 1982 г., защото психиатърът на Мерилин д-р Ралф Грийнсън го кара да обещае, че няма да съобщава за тях, но след смъртта на д-р Грийнсън, вече може официално да подкрепи с доказателства тезата си, че Мерилин най-вероятно не се е самоубила.
Част от думите на Монро са: „Драги докторе, Вие ми дадохте всичко. Благодарение на Вас се чувствам толкова добре, колкото никога досега. Сега се чувствам пълноценно като жена. Мисля, че най-сетне постигнах контрол – контрол над себе си и над живота си“.
Смъртта на Мерилин Монро през 1962 г. остава обект на теории на конспирацията, които не отминават. Досиетата на ФБР за актрисата от 1955 до 1962 г. са сериозно цензурирани, смята главният прокурор на Лос Анджелис. Разследванията на ФБР и поверителните разпити на нейни близки приятели все още не са огласени.

## Популярност след смъртта
Според американската популярна култура, малцина могат да ѝ съперничат по популярност, например Елвис Пресли и Мики Маус. Тя вдъхновява широк спектър от емоции – от похот до съжаление, от завист до разкаяние. Мерилин също така е едно от най-сниманите лица на 20 век. Американският филмов институт я нарича шестата по големина легенда от женски пол в американската филмова история. Смитсоновият институт я включва в списъка си на „100-те най-значими американци за всички времена“, а списания я поставят в топ десет на класацията за най-популярните икони в поп културата на 20 век. За нея са написани много книги, пиеси, филми и песни. Тя повлиява артисти и художници като Мадона и Анди Уорхол.
Трайната популярност на Монро е свързана с конфликтната ѝ личност. От една страна, тя остава секс символ, икона на красотата и една от най-известните звезди на класическото холивудско кино. От друга страна е трагичният ѝ личен живот – нестабилно детство, борба за професионално признание, аборти, разводи и смърт при неизяснени докрай обстоятелства.
На 27 юни 2015 г. надгробната ѝ плоча е продадена за 215 500 долара по време на търг в Бевърли Хилс, на който са предложени и други вещи, принадлежали на холивудската звезда. Цената, на която е продадена плочата от гробищния парк „Уестуд Вилидж“ многократно надхвърля първоначалните очаквания на организаторите на търга – между 2000 и 4000 долара. Сред другите предмети са рокля за 348 000 долара, обличана от Монро в нейния последен филм, който остава незавършен заради смъртта ѝ, както и специален брой на „Плейбой“ с автограф от звездата за 87 500 долара.

## Филмография
| година | филм                               | оригинално заглавие                    | роля                   | режисьор         |
| ------ | ---------------------------------- | -------------------------------------- | ---------------------- | ---------------- |
| 1947   | Опасни години                      | Dangerous Years                        | Иви                    | Артър Пиърсън    |
| 1948   | Скуда-у! Скуда-ей!                 | Scudda Hoo! Scudda Hay!                | Бети                   | Хю Хърбърт       |
| 1948   | Хористките                         | Ladies Of The Chorus                   | Пеги Мартин            | Фил Карлсън      |
| 1949   | Щастлива любов                     | Love Happy                             | Клиент на Грюниън      | Дейвид Милър     |
| 1950   | Билет до Дивия запад               | A Ticket To Tomahawk                   | Клара                  | Ричард Сейл      |
| 1950   | Асфалтовата джунгла                | Asphalt Jungle                         | Анджела Финлей         | Джон Хюстън      |
| 1950   | Всичко за Ева                      | All About Eve                          | мис Клаудия Касуел     | Джоузеф Манкевич |
| 1950   | Огненена топка                     | The Fireball                           | Поли                   | Тай Гарнет       |
| 1950   | Дясно кроше                        | Right Cross                            | Дъски льо Докс         | Джон Стърджис    |
| 1951   | Градска история                    | Home Town Story                        | Айрис Мартин           | Артър Пиърсън    |
| 1951   | Толкова млад, колкото се чувстваш  | As Young As You Feel                   | Хариет                 | Хармън Джонънс   |
| 1951   | Любовно гнездо                     | Love Nest                              | Роберта (Боби) Стивънс | Джоузеф Нюман    |
| 1951   | Да го направим открито             | Let's Make It Legal                    | Джойс Манеринг         | Рачард Сейл      |
| 1952   | Среднощен сблъсък                  | Clash By Night                         | Пеги                   | Фриц Ланг        |
| 1952   | Не сме женени                      | We're Not Married!                     | Анабел Джоунс Норис    | Едмънд Гулдинг   |
| 1952   | Не си правете труда да почукате    | Don't Bother To Knock                  | Нел Форбс              | Рой Уорд Бейкър  |
| 1952   | Ниагара                            | Niagara                                | Роуз Лумис             | Хауърд Хоукс     |
| 1952   | Маймунджилъци                      | Monkey Business                        | мис Луис Лорел         | Хауърд Хоукс     |
| 1952   | Пълната къща на О. Хенри           | O. Henry's Full House                  | проститутка            | Хенри Костър     |
| 1953   | Господата предпочитат блондинки    | Gentlemen Prefer Blondes               | Лорелей Ли             | Хауърд Хоукс     |
| 1953   | Как да се омъжиш за милионер       | How to Marry a Millionaire             | Пола Дебевуаз          | Жан Негулеско    |
| 1954   | Реката от която няма завръщане     | River of no Return                     | Кей Уестън             | Ото Преминджър   |
| 1954   | Няма по-добър бизнес от шоубизнеса | There's No Business Like Show Business | Виктория Хофман        | Уолтър Ланг      |
| 1955   | Проклетите седем години            | The Seven Year Itch                    | момиче                 | Били Уайлдър     |
| 1956   | Автобусната спирка                 | Bus stop                               | Шери                   | Джошуа Логан     |
| 1957   | Принцът и танцьорката              | The Prince and the Showgirl            | Елси Марина            | Лорънс Оливие    |
| 1959   | Някои го предпочитат горещо        | Some Like it Hot                       | Шугър Ковалчик         | Били Уайлдър     |
| 1960   | Хайде да се любим                  | Let’s Make Love                        | Аманда Дел             | Джордж Кюкор     |
| 1961   | Непригодните                       | The Misfits                            | Розлин Тейбър          | Джон Хюстън      |
| 1962   | Нещо трябва да се случи            | Something's Got To Give                | Елен Арден             | Джордж Кюкор     |